# Галло, Ривер
Ривер Галло (англ. River Gallo; род. 1990/1991; Нью-Джерси, США) — сальвадорско-американский режиссёр, актёр, модель и интерсекс-активист. Галло — создатель короткометражного фильма «Ponyboi», который является первым фильмом, где актёр открытый интерсекс, играет интерсекс-персонажа.

## Личная жизнь
Галло родился и вырос в Нью-Джерси. Когда Галло исполнилось двенадцать, он узнал, что у него анорхизм. Врач рассказал Галло, что ему нужно начать гормональную терапию и сделать операцию, чтобы вставить протезы яичек, когда Галло исполнится шестнадцать, чтобы он «выглядел и чувствовал себя как нормальный человек». С тех пор Галло выступает за прекращение ненужных косметических операций, выполняемых детям с атипичными гениталиями, которые недостаточно взрослые, чтобы дать информированное согласие.
Галло узнал о термине «интерсекс» и о том, что он сам интерсекс, при написании магистерской диссертации. Галло идентифицирует себя как квир-персона с небинарной гендерной идентичностью. Галло живёт в Лос-Анджелесе, штат Калифорния.

## Карьера
Галло уехал из Нью-Джерси, чтобы учиться актёрскому мастерству в Нью-Йоркском университете, где он обучался в Крыле экспериментального театра при Школе искусств Тиш. Получив степень бакалавра, он поступил в Школу кинематографических искусств Университета Южной Калифорнии (USC) и получил степень магистра.
Галло создал короткометражный фильм Ponyboi как магистерскую диссертацию в USC. Фильм рассказывает об интерсексе латинского происхождения из Нью-Джерси, который работает днём в прачечной самообслуживания, а ночью секс-работником. Во время работы над фильмом Галло открыл для себя термин «интерсекс». Продюсерами фильма стали исполнительный продюсер Стивен Фрай и сопродюсеры Эмма Томпсон и Сэвэн Грэм. Фильм демонстрировался на различных кинофестивалях, включая BFI Flare: Лондонский ЛГБТ-кинофестиваль и Трайбеку.
Галло является основателем и генеральным директором производственной компании Gaptoof Entertainment.
В 2019 году Галло выиграл грант Rising Star GLAAD, который, по его словам, он намерены использовать для наставничества студентов LGBTQIA+ в государственных школах Лос-Анджелеса. Он также вошёл в список журнала Out «Самые потрясающие квир-персоны Instagram’а в 2019 году» и в список журнала Paper «100 человек 2019 года».

## Правозащитная деятельность
Галло является интерсекс-активистом, и выступает за запрет ненужных операций на интерсекс-детях. Он поддержал законопроект 201 сената Калифорнии, который запретил бы врачам проводить косметические операции у детей с атипичными гениталиями до тех пор, пока они не станут достаточно взрослыми, чтобы дать информированное согласие.